# Чорноліська
Чорнолíська — вузлова залізнична станція Знам'янської дирекції Одеської залізниці на перетині електрифікованих ліній Імені Тараса Шевченка — Знам'янка, Знам'янка — Чорноліська та Помічна — Чорноліська між станціями Цибулеве (18 км) та Знам'янка (12 км). Розташована у селі Богданівка Кропивницького району Кіровоградської області.

## Історія
Станція відкрита у 1876 році під первинною назвою Хирівка. 2 вересня 1980 року станція перейменована на сучасну  назву, яка походить від поруч розташованого Чорного лісу.
6 липня 2020 року о 08:22 на станції Чорноліська відбулася аварія, в ході якої зійшли з рейок 6 вантажних вагонів. Локомотив самовільно почав рух під час стоянки поїзда, коли машиніста та його помічника не було в кабіні. Електровоз врізався в будку на станції, зніс опори контактної мережі, вагони зійшли з рейок, а  частина перевернулася і скотилася з насипу. В аварію потрапив електровоз ВЛ80Т-1417 1978 року випуску, який був приписаний до локомотивного депо ТЧ-7 «Знам'янка».

## Пасажирське сполучення
На станції Чорноліська зупиняються пасажирські поїзди далекого сполучення до кінцевих станцій Київ-Пасажирський, Дніпро-Головний, Запоріжжя I, Краматорськ, Кривий Ріг-Головний, Львів, Миколаїв, Одеса-Головна, Харків-Пасажирський, Херсон.
Приміські поїзди прямують до станцій Імені Тараса Шевченка, Цвіткове, Черкаси, Миронівка Знам'янка-Пасажирська, Олександрія, Помічна.